# Hypnum catenulatum
Hypnum catenulatum là một loài Rêu trong họ Hypnaceae. Loài này được (Brid. ex Schrad.) Brid. mô tả khoa học đầu tiên năm 1812.